# Der Kreis (Star Trek: Deep Space Nine)
Der Kreis (Originaltitel: The Circle) ist die zweite Folge der zweiten Staffel der US-amerikanischen Science-Fiction-Fernsehserie Star Trek: Deep Space Nine. Sie wurde in den Vereinigten Staaten über Syndication vermarktet und erstmals am 3. Oktober 1993 auf verschiedenen Fernsehsendern ausgestrahlt. In Deutschland war sie zum ersten Mal am 30. August 1994 in einer synchronisierten Fassung auf Sat.1 zu sehen.
Der Kreis bildet den zweiten Teil des ersten Dreiteilers in einer Star-Trek-Fernsehserie.

## Handlung
Im Jahr 2370 soll Kira Nerys, die bajoranische Verbindungsoffizierin der Raumstation Deep Space Nine, zurück nach Bajor versetzt werden. Commander Sisko ist nicht erfreut, dass man ihn hierzu nicht konsultiert hat. Der bajoranische Minister Jaro Essa versichert ihm jedoch, dass es sich nicht bloß um eine Versetzung, sondern eine Beförderung handelt. Außerdem findet er, dass der Posten des Verbindungsoffiziers bestens für den kürzlich aus cardassianischer Gefangenschaft zurückgekehrten Li Nalas, einen Helden der früheren Widerstandsbewegung, geeignet ist, denn auf der Station ist es augenblicklich sicherer als auf Bajor. Direkt nach der Unterredung wird Sisko von seinem Sohn Jake zu ihrem Quartier gerufen. Dessen Tür wurde mit einem Graffito beschmiert, das das Zeichen der extremistischen Organisation „Allianz für globale Einheit“, auch bekannt als „Der Kreis“, zeigt.
Kira macht sich für die Abreise bereit, als nach und nach ihre Freunde in ihr Quartier kommen, um sich von ihr zu verabschieden. Völlig überraschend taucht zuletzt auch der bajoranische Geistliche Vedek Bareil auf, der sie einlädt, einige Zeit in seinem Kloster zu verbringen. Zuletzt verabschiedet sie sich von Sisko und Li. Li versichert ihr, dass er ihren Posten eigentlich gar nicht wollte.
Im Kloster auf Bajor findet Kira nicht die erhoffte Entspannung. Bareil führt sie schließlich zu einem Drehkörper der bajoranischen Propheten. Sie erfährt hierdurch eine schwer verständliche Vision und die Propheten sprechen in Gestalt vertrauter Personen zu ihr. Unter anderem sieht sie sich selbst und Bareil als Liebespaar. Eine andere Geistliche, Vedek Winn, wirft ihr Blasphemie vor. Bareil ist neugierig über den Inhalt ihrer Vision und offenbart ihr, dass sie in seiner letzten Vision vorgekommen ist, was auch der Grund war, warum er sie ins Kloster eingeladen hat. Kira ist allerdings noch nicht bereit, über ihr Erlebnis zu reden, und verneint, dass sie Bareil in ihrer Vision gesehen habe. Während ihres Spaziergangs treffen die beiden auf Vedek Winn, die hinter aufgesetzten freundlichen Worten missbilligt, dass Kira eingeladen wurde und einen Drehkörper benutzen konnte.
Auf Deep Space Nine erhält Sicherheitschef Odo unterdessen die Nachricht, dass die Situation auf Bajor immer mehr eskaliert. Die Sicherheitskräfte werden mit dem Kreis nicht mehr fertig, der offenbar mächtige Verbündete hat. Die provisorische Regierung will daher das Kriegsrecht in der Hauptstadt verhängen. Nach dieser Mitteilung wird Odo von dem Barbesitzer Quark aufgesucht. Er ist sich sicher, dass der Kreis bald die Macht übernehmen wird, denn er erhält ganz enorme Waffenlieferungen. Von Kontaktpersonen, deren Identität Quark aber nicht preisgeben will, hat er erfahren, dass die Waffen von den Kressari geliefert werden. Odo ist erstaunt, denn die Kressari handeln nur mit botanischen Waren und haben gar kein Militär. Er hält sie daher lediglich für Mittelsmänner. Quark wird von ihm zwangsverpflichtet, ihm bei den Ermittlungen zu helfen. Als der nächste Kressari-Frachter an der Station andockt, wird er gründlich durchsucht. Es werden aber keine Waffen gefunden und so muss ihm schließlich der Weiterflug gestattet werden. Da Odo ein Formwandler ist, verwandelt er sich in eine Ratte und bleibt in dieser Gestalt heimlich an Bord.
Sisko begibt sich nach Bajor, um die Situation mit General Krim, dem Oberbefehlshaber der Streitkräfte, zu besprechen. Er informiert ihn über den Verdacht bezüglich der Kressari und muss zugleich erfahren, dass das Militär die provisorische Regierung nicht verteidigen wird, sollte der Kreis einen Staatsstreich planen. Nach der Unterredung mit Krim besucht Sisko Kira. Während eines Spaziergangs durch den Klostergarten hören sie aus der Ferne plötzlich Geschützfeuer. Der Staatsstreich des Kreises hat begonnen. Sisko macht sich umgehend auf den Rückweg nach Deep Space Nine. Kira bleibt allein im Garten zurück, da wird sie auf einmal von drei maskierten Personen überwältigt und entführt.
Kira findet sich in einer Höhle wieder, die von den Mitgliedern des Kreises als Hauptquartier genutzt wird. Minister Jaro erscheint und enthüllt, dass er der Anführer des Kreises ist. Sein Ziel ist ein starkes, unabhängiges Bajor, das weder von den Cardassianern noch von der Föderation abhängig ist. Li Nalas wäre mit seinem Staatsstreich wahrscheinlich nicht einverstanden gewesen, daher hatte er ihn nach Deep Space Nine versetzt, um ihn loszuwerden. Von Kira will Jaro nun erfahren, wie Sisko und die Föderation auf den Staatsstreich reagieren werden. Da sie schweigt, lässt er an ihr Verhörmethoden anwenden, die noch aus der cardassianischen Besatzungszeit stammen.
An Bord des Kressari-Frachters bekommt Odo ein Treffen mit einem anderen Raumschiff mit. Die Kressari erhalten eine Ladung Waffen und der Lieferant stellt sich als ein Cardassianer heraus.
Kiras Verschwinden wurde inzwischen bemerkt. Durch Quarks Kontakte macht Sisko den Standort des Hauptquartiers des Kreises ausfindig. Zusammen mit Li, Stationsarzt Julian Bashir und zwei Sicherheitsleuten macht er sich auf den Weg zu einer Rettungsaktion. Nach einem heftigen Schusswechsel gelingt die Befreiung und sie kehren mit Kira zur Station zurück. Zugleich kehrt auch Odo zurück, der das Schiffsmanifest des Kressari-Frachters entwendet hat, das den Beweis dafür liefert, dass der Kreis seine Waffen von den Cardassianern erhält. Kira und Li verstehen zunächst nicht, warum der Kreis mit den Cardassianern, den alten Feinden der Bajoraner, zusammenarbeiten sollte. Doch die Dinge fügen sich recht schnell logisch zusammen: Der Kreis weiß gar nicht, dass seine Waffen ursprünglich von den Cardassianern stammen. Die wollen ihrerseits den Kreis benutzen, um die Föderation von Bajor und Deep Space Nine zu vertreiben, um hier anschließend selbst wieder die Kontrolle übernehmen zu können. Kaum ist diese Erkenntnis ausgesprochen, nähern sich auch schon mehrere bajoranische Kriegsschiffe der Station.
Auf Bajor konspiriert Jaro mit Vedek Winn. Er möchte, dass sie ihn und den Kreis öffentlich unterstützt. Im Gegenzug will er ihr helfen, zum neuen religiösen Oberhaupt von Bajor gewählt zu werden. Winn verlangt, dass diesem Amt auch eine stärkere politische Bedeutung zukommt, und die beiden werden sich einig.
Sisko bespricht die Situation mit Admiral Chekote. Der macht deutlich, dass die Föderation die Kämpfe auf Bajor trotz der cardassianischen Waffenlieferungen als eine rein interne Angelegenheit betrachtet und sich nicht einmischen wird. Sisko bleibt keine Wahl, als sämtliches Personal der Sternenflotte umgehend von Deep Space Nine zu evakuieren. Er interpretiert Chekotes Befehle aber sehr frei und gibt die Anweisung, dass bei der Evakuierung auch sämtliches Eigentum der Sternenflotte entfernt werden soll. Diese Arbeiten würden mehrere Tage dauern, aber Sisko hat dadurch einen Vorwand, um mit einigen Leuten auf der Station zurückzubleiben, wenn in einigen Stunden die bajoranischen Kriegsschiffe eintreffen.

## Besonderheiten

### Verbindungen zu anderen Star-Trek-Produktionen
Die Folgen Die Heimkehr, Der Kreis und Die Belagerung bilden einen zusammenhängenden Handlungsbogen. Sie bilden damit den ersten Dreiteiler in einer Star-Trek-Serie. Weitere Dreiteiler gab es danach erst wieder 2004/05 in der vierten Staffel von Star Trek: Enterprise.
Einige Elemente aus dieser Folge wurden in späteren Star-Trek-Produktionen wieder aufgegriffen:
- Die Kressari haben hier ihren ersten Auftritt. Sie sind später noch in zahlreichen weiteren Folgen von Star Trek: Deep Space Nine und in einer Folge von Star Trek: Raumschiff Voyager in Statistenrollen zu sehen.
- In Kiras Vision wird erstmals die Liebesbeziehung angedeutet, die sich im späteren Verlauf der Serie Star Trek: Deep Space Nine zwischen ihr und Bareil entwickelt.
- Die Rolle der Cardassianer im Staatsstreich des Kreises wird in Folge 2.05 (Die Konspiration) von Star Trek: Deep Space Nine noch einmal thematisiert.

### Besonderheiten der deutschen Synchronfassung
Vedek Winn wird hier, wie schon bei ihrem ersten Auftritt, in der deutschen Version noch „Vedek Wunn“ genannt. Erst später wurde dies korrigiert.

## Produktion

### Drehbuch
Die Szene, in der Kiras Freunde nacheinander in ihr Quartier kommen, um sich zu verabschieden, wurde von Peter Allan Fields nach dem Vorbild des Marx-Brothers-Film Skandal in der Oper von 1935 geschrieben.

### Darsteller
Bruce Gray spielte Admiral Chekote noch einmal in Folge 7.04 (Der Schachzug, Teil I) von Raumschiff Enterprise – Das nächste Jahrhundert. Er spielte außerdem Surak in Folge 4.08 (Zeit des Erwachens) von Star Trek: Enterprise.
Mike Genovese, Darsteller von Zef’No, hatte zuvor bereits einen Polizisten in Folge 1.12 (Der große Abschied) von Raumschiff Enterprise – Das nächste Jahrhundert gespielt.
Frank Langella, Darsteller von Minister Jaro, wurde nicht in den Credits genannt, da er die Rolle nur seinen Kindern zuliebe angenommen hatte und keine Gage verlangte.

### Drehorte
Wie bereits in Folge 1.20 Blasphemie diente das Fern Dell, ein Abschnitt des Griffith Park, als Drehort für den bajoranischen Klostergarten.

### Modelle
Für die Darstellung des Kressari-Frachters wurde das modifizierte Husnok-Raumschiff aus Folge 3.03 (Die Überlebenden auf Rana-Vier) von Raumschiff Enterprise – Das nächste Jahrhundert wiederverwendet.

## Rezeption
Keith DeCandido bewertete Der Kreis 2013 auf tor.com als eine sehr gute Folge von Star Trek: Deep Space Nine, der es ausgezeichnet gelingt, ein Gefühl für die Eskalation des Konflikts auf Bajor zu erzeugen und die mit einem großartigen Cliffhanger in den dritten Teil der Geschichte überleitet. Die Geschichte als Dreiteiler anzulegen, hielt DeCandido für eine richtige Entscheidung, denn dadurch bleibt in Der Kreis genügend Zeit, um die Persönlichkeit von Kira Nerys näher zu beleuchten. Als einen kleineren Kritikpunkt führte er an, dass Li Nalas in dieser Folge nur wenig zu tun bekommt. DeCandido lobte die Schauspielleistung der meisten Darsteller, lediglich Philip Anglim fiel für ihn etwas heraus, da er Bareils Interesse an Kira zu aufdringlich und unangenehm spiele.